# Robertsport
Robertsport er en by i det vestlige Liberia, beliggende på landets atlanterhavskyst og tæt ved grænsen til nabolandet Sierra Leone. Byen har et indbyggertal på cirka 1.500.